# Раффи
Раффи (на арменски: Րաֆֆի) е арменски писател.

## Биография
Раффи е роден през 1835 г. в село Паячуг, област Салмаст, Иран, в заможно семейство. През 1847 г. заминава за Тблиси Грузия, където учи в арменско училище. През 1852 г. е приет в руска държавна гимназия. Започва да пише романа „Салпи“ през 1855 г. Преди да завърши гимназия се завръща в Паячуг, за да се включи в семейния бизнес. През 1857 – 1858 г. обикаля областите с арменско население в Турция и Иран и по този начин черпи идеи за бъдещи произведения.
В началото на 1872 г. се завръща в Тблиси по покана на Крикор Ардзруни и става главен редактор на вестник „Мъшаги“, където публикува своите разкази „Красивата Вартиг“, „Нещастната Хрипсиме“ и „Сов“. 1875 – 1877 г. работи като учител в училище „Арамян“ в Табриз, Иран. Завършва образованието си в град Акулис, Нахичеван 1877 – 1879 г. През 1879 г. се завръща в Тблиси и до края на живота си се занимава само с писателска дейност. Творбите му са преведени на руски, грузински, български и много други езици.

## Творби
- „Лудият“
- „Давид Бек“
- „Джалалетин“ – повест
- „Самвел“ – исторически роман